# Chet Baker

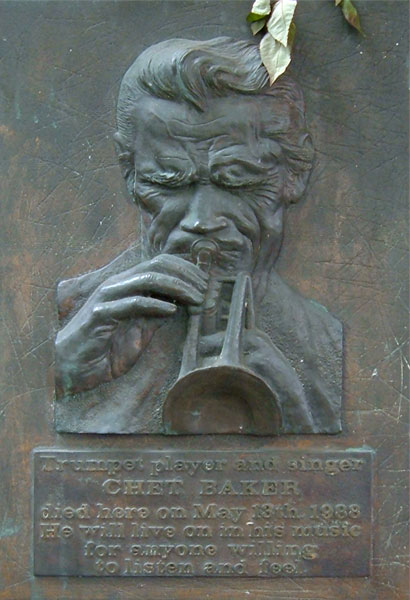
Monumento a Chet Baker en Ámsterdam, creada por el artista Roman Zhuk.

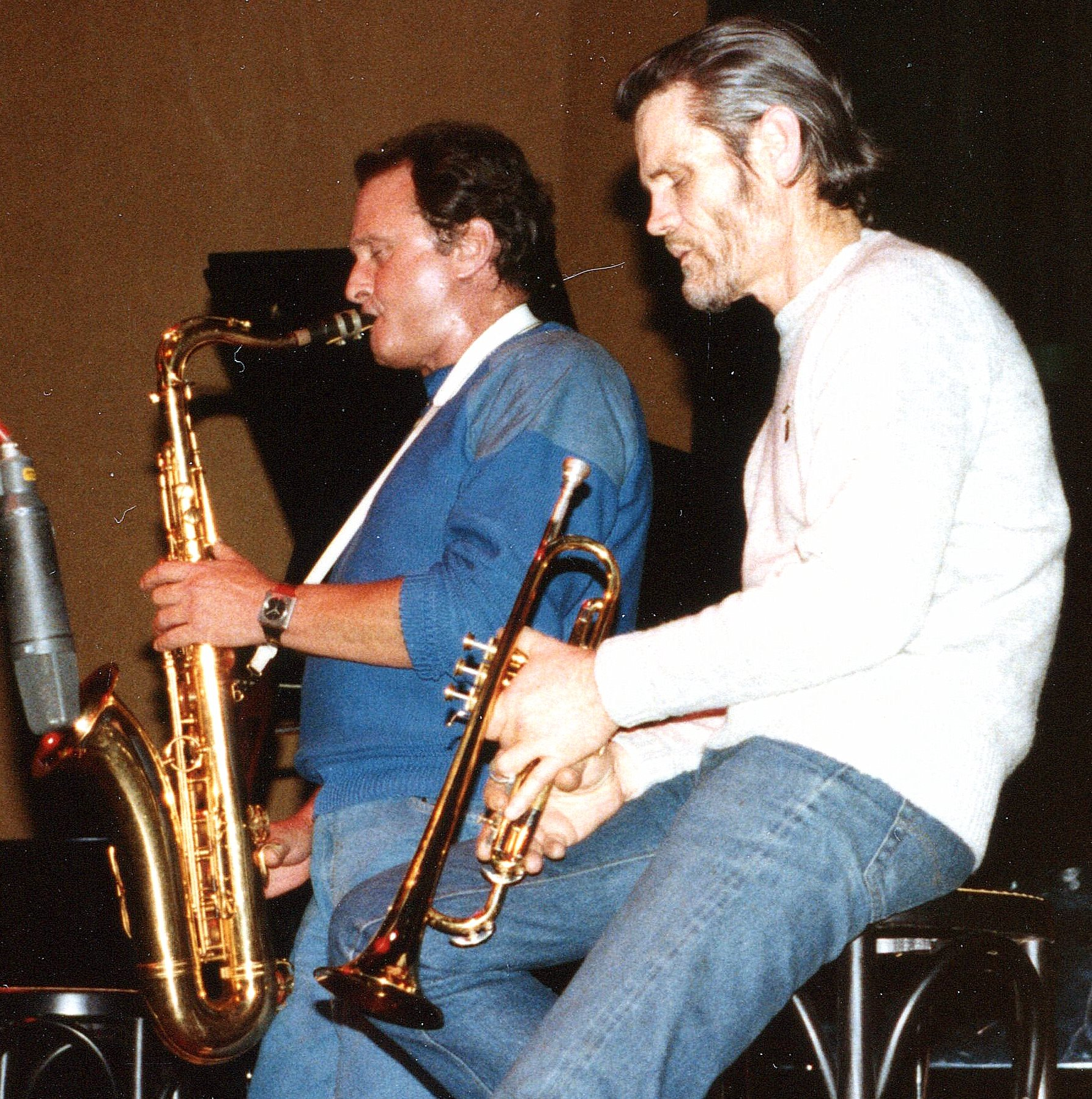
Stan Getz y Chet Baker. Sandvika. 1983.

Chesney Henry Baker, Jr., más conocido como Chet Baker (Yale, Oklahoma; 23 de diciembre de 1929-Ámsterdam, Países Bajos; 13 de mayo de 1988) fue un trompetista, cantante y músico de jazz estadounidense. Destacó como exponente del cool jazz de los años 50.
Se inició en el jazz como miembro del Charlie Parker Quintet. Y logró una mayor visibilidad con su participación en el revolucionario cuarteto sin piano de Gerry Mulligan. Tras esto, Baker comenzó una carrera estelar como solista a partir del inesperado éxito de su álbum Chet Baker Sings, publicado en 1954.
Fue apodado popularmente como el James Dean del jazz debido a su aspecto. Esto último, junto al intimismo y elegancia lírica de sus primeras interpretaciones —además de su peculiar voz— hicieron que figurase como un jazzista reconocido por el público y la crítica.

## Biografía
Chet Baker nació en Yale (estado de Oklahoma). Su padre, Chesney Henry Baker, Sr., era guitarrista y su madre trabajaba en una perfumería. En 1940 se trasladaron de Yale a Glendale (estado de California). Siendo niño, Baker cantó en concursos de aficionados y en el coro de la iglesia. En su adolescencia, su padre le compró un trombón, que luego reemplazaría por una trompeta al ser este primero demasiado grande para él. Su primer aprendizaje musical tuvo lugar en el instituto de Glendale, aunque su formación musical terminó siendo puramente intuitiva. 
En 1946, con 16 años, abandonó la escuela y se enroló en el ejército. Fue enviado a Berlín, donde tocó en la 298th Army Band. Tras su regreso, en 1948, se apuntó a El Camino College (en Los Ángeles), donde estudió teoría y armonía mientras tocaba en clubes de jazz prácticamente todos los días. Abandonó los estudios al segundo año ya que su profesor le dijo que nunca podría ganarse la vida como músico y porque además El Camino College era una universidad donde la materia principal era la música, pero la segunda era la literatura inglesa y, como cuenta Chet en sus memorias "Como si tuviera alas", nunca había tenido ganas de ser profesor de literatura inglesa. Se alistó nuevamente en el ejército en 1950 y se convirtió en miembro de la Sixth Army Band en El Presidio (en San Francisco). Siguió actuando en los clubes de la ciudad y finalmente consiguió por segunda y definitiva vez su liberación del ejército para convertirse en un músico profesional de jazz. Su estilo estaría influido en el futuro por el sonido de Miles Davis.

## Carrera
Inicialmente, Baker tocó en la banda de Vido Musso y luego con Stan Getz. Su primera grabación es una interpretación de «Out of nowhere» que aparece en una toma de una jam session realizada el 24 de marzo de 1952. Su éxito llegó rápidamente cuando en la primavera de 1952 fue elegido para tocar con Charlie Parker, debutando en el Tiffany Club de Los Ángeles el 29 de mayo de 1952. En la audición para Parker, Baker tocó dos temas: el primero «The Song Is You» y un blues escrito por Parker titulado «Cheryl», que ya era de su conocimiento. Después de su interpretación, Parker incluyó a Baker en la gira. 
Ese mismo verano, también empezó a tocar en el cuarteto de Gerry Mulligan, grupo compuesto de saxo barítono, trompeta, bajo y batería, sin piano, que atrajo la atención durante sus actuaciones en el club The Haig, realizando grabaciones para el recién creado sello Pacific Jazz Records (más tarde conocido como World Pacific Records). El primer LP fue Gerry Mulligan Quartet, que incluía la famosa interpretación de Baker de «My Funny Valentine».
El Gerry Mulligan Quartet duró apenas un año: en junio de 1953 su líder ingresó en la cárcel por drogas. En esta época Baker tuvo contacto con la policía por primera vez por cuestiones de drogas. "Sucedió una noche durante un descanso, estaba sentado en mi coche, en el estacionamiento, drogándome con otros dos músicos. Llegó un patrullero y, al vernos, se detuvo. A los otros dos ya los habían demorado antes, así que decidimos entre los tres que diríamos que la droga era mía, ya que por un primer delito habitualmente se dejaba a la gente en libertad condicional. Salí a la mañana siguiente bajo fianza, pero se quedaron con mi coche" cuenta en las memorias "Como si tuviera alas".
Después de esto, Baker formó su propio cuarteto, que en principio contaba con Russ Freeman al piano, Red Mitchell al bajo y Bobby White a la batería y realizó su primera grabación como líder para Pacific Jazz el 24 de julio de 1953. En 1954, Pacific Jazz realizó Chet Baker Sings, un disco que incrementó su popularidad y que le haría seguir cantando el resto de su carrera. Su éxito además le hizo trabajar en una película de 1955 Hell's Horizon (El horizonte del infierno), que se rodó en diez días. Sin embargo, luego declinó un contrato para llevar a cabo una gira europea desde septiembre de 1955 a abril de 1956. A su regreso a Estados Unidos formó un quinteto con el saxofonista Phil Urso y el pianista Bobby Timmons. Contrariando su reputación de intérprete relajado, Baker tocó con este grupo al estilo bebop, que grabaría el disco Chet Baker & Crew para Pacific Jazz en julio de 1956.
Realizó una gira por Estados Unidos en febrero de 1957 con los Birdland All-Stars. Regresó a Europa en 1959, concretamente a Italia, y fue en estos años donde conoció al joven músico Christian Vander, a quien le regalaría su primera batería. Mientras tanto, en 1960 se realizó una biografía ficcionalizada de Baker, All the fine young cannibals.
Baker se había vuelto adicto a la heroína en los cincuenta y había sido encarcelado durante breves periodos. No obstante, no sería hasta los años sesenta que su adicción empezara a interferir en su carrera musical. Fue arrestado en Italia en el verano de 1960 por posesión de narcóticos y pasó casi un año y medio entre rejas. Celebró su regreso grabando en 1962 Chet Is Back! para RCA. A finales de ese año fue arrestado en Alemania Occidental y expulsado a Suiza, luego a Francia y, finalmente, a Reino Unido. Pero fue deportado de nuevo a Francia en 1963. Vivió en París y durante el año siguiente actuó en Francia y España, pero tras ser arrestado una vez más en Alemania Occidental en 1964, fue deportado a Estados Unidos. Tocó en Nueva York y en Los Ángeles a mediados de los sesenta, cambiando temporalmente la trompeta por el fliscorno. En el verano de 1966 sufrió en San Francisco una paliza relacionada con su adicción a las drogas. Como consecuencia de ella, sufrió la pérdida de varios dientes y finalmente el uso de dentadura postiza, lo que le obligó a modificar su embocadura en la trompeta. Hacia finales de los sesenta, grababa y actuaba sólo de forma ocasional; a comienzos de los setenta, se retiró por completo.
Retomando cierto control sobre su vida, gracias a tomar metadona para controlar su adicción a la heroína, y con ayuda de su colega Dizzy Gillespie, Baker regresó fundamentalmente con dos actuaciones: una en un importante club neoyorquino en 1973 y otra en un concierto con Gerry Mulligan en el Carnegie Hall en 1974. Hacia mediados de los setenta, Baker regresó a Europa donde seguiría actuando de forma regular, con viajes ocasionales a Japón y regresos a Estados Unidos. Atrajo también la atención de los músicos de rock, con quienes llegó a actuar, por ejemplo con Elvis Costello en 1983. En 1987, el fotógrafo y director de cine Bruce Weber emprendió la grabación de un documental sobre Baker.
La noche del 11 de marzo de 1988 dio su penúltimo concierto en el Colegio Mayor San Juan Evangelista de Madrid (España), también conocido como el Johnny. Su último concierto fue el 1 de abril de ese mismo año en Alemania.
El 13 de mayo de 1988 cayó por la ventana de un hotel en Ámsterdam (Países Bajos). Fue encontrado en la calle bajo la ventana de su habitación en el segundo piso. Estaba en posición fetal, tenía la cabeza y parte de la cara destrozados y su postura indicaría que no murió inmediatamente. Tenía 58 años. Se encontró heroína y cocaína en la habitación y en su cuerpo. No se encontró evidencia de lucha y se dictaminó muerte accidental. Según otro relato, se quedó fuera de la habitación sin querer y se cayó al intentar entrar desde el balcón de la habitación vacía contigua al de la suya. Sus restos se encuentran en el Cementerio Inglewood Park de Los Ángeles (California), donde fue enterrado junto a su padre.

## Vida personal
Su vida personal fue tumultuosa, en parte debido a su adicción a las drogas y a un estilo de vida nómada provocado por las largas giras. Baker se casó tres veces, con Charlaine Souder, Halima Alli y Carol Jackson. Tuvo cuatro hijos: Chesney III con Halima; y Dean, Paul y Melissa con Carol.
Se casó por primera vez con Charlaine Souder en 1950, pero la unión pronto se rompió. A pesar de seguir formalmente casados, desde 1954 y durante dos años Baker salió públicamente con la francesa Lili Coukier (más tarde conocida como la actriz Liliane Rovère), presentándola a otros como su esposa. Una foto de la pareja tomada por William Claxton aparece en un collage que forma la portada de Chet Baker Sing and Plays.
La relación con Lili terminó cuando Baker le anunció que había contraído matrimonio con Halema Alli. Se casó con ella, de veinte años, siete menos que él, en mayo de 1956, tan solo un mes después de conocerse. Tuvieron un hijo, Chesney III, a quien le dedicó su composición Chet's Lullaby, aunque Baker era un padre irresponsable y distante.
En un escándalo muy seguido en los tabloides italianos, Halema fue enviada a prisión por contrabandear jetrium de Alemania a Italia para su esposo, aunque afirmó que no sabía que estaba infringiendo una ley. Para mayor humillación, cuando comenzó el juicio, Baker ya había empezado a salir públicamente con Carol Jakson, una corista de Surrey. Después de permanecer detenida seis meses, Halema regresó a Inglewood y su matrimonio virtualmente terminó, aunque continuaron legalmente casados varios años más porque rastrear a Baker para los procedimientos de divorcio era demasiado difícil.
En 1962, Carol Jackson dio a luz a su hijo, Dean. Dos años después, en 1964, Baker regresó a Estados Unidos y Halima pudo entregarle los papeles de divorcio. Baker se casó de inmediato con Jackson y tuvieron dos hijos más, Paul en 1965 y Melissa "Missy" en 1966. A pesar de su infidelidad y ausencia, Carol y Chet nunca se divorciaron.
En 1970, conoció a la batería de jazz Diane Vavra. Comenzaron una relación intermitente que duró hasta el final de su vida. Ella se ocupó de sus necesidades personales y lo ayudó en su carrera. En la década de 1980 fue su compañera constante durante una gira por Europa. La Biblioteca del Congreso conserva la correspondencia entre ambos.  Chet le dedicó su album Diane de 1985. Durante un tiempo, Vavra se refugió en una casa para mujeres maltratadas debido al comportamiento abusivo de Baker adicto.
En 1973, comenzó una relación con Ruth Young, una cantante de jazz. Ella lo acompañó en su gira por Europa de 1975, y Baker vivió con ella mientras hacía escala en Nueva York. Salieron, intermitentemente, diez años. Grabaron juntos dos duetos de su álbum de 1977.
Debido a sus estancias en Italia, Chet Baker hablaba italiano con fluidez. Le gustaba conducir y los coches deportivos. En 1971, 1972 y 1975, fue arrestado por conducir en estado de ebriedad.

## Legado
Chet Baker fue fotografiado por William Claxton para su libro Young Chet: The Young Chet Baker. La película de Bruce Weber, Let's Get Lost, estrenada en 1988, consiguió una nominación a los Óscar. En 2015 se filmó "Born to Be Blue", un biopic ambientado en los años 60, protagonizado por Ethan Hawke haciendo el papel de Baker.
En 1997, fue publicada su autobiografía inacabada con el título de As though I had wings: the lost memoir. Biografías de Baker incluyen Chet Baker: His Life and Music de Jeroen de Valk, Deep in a Dream—The Long Night of Chet Baker de James Gavin y Funny Valentine de Matthew Ruddick.
Baker fue uno de los cientos de artistas cuyo material fue destruido en el incendio de Universal Studios de 2008.
El músico australiano Nick Murphy eligió "Chet Faker" como su nombre artístico como tributo a Baker.

## Discografía

### Selección como líder
- 1953: Witch Doctor (Pacific Jazz).
- 1954: Chet Baker Sings (Pacific Jazz).
- 1954: Chet Baker Sextet (Pacific Jazz).
- 1954: Jazz at Ann Arbor [live] (Pacific Jazz).
- 1955: Chet Baker Sings and Plays with Bud Shank, Russ Freeman & Strings (Pacific Jazz).
- 1955: Köln Concert Featuring Dick Twardzik [live] (RLR).
- 1958: It could happen to you (Fantasy).
- 1962: Somewhere over the Rainbow (Bluebird).
- 1979: Live in Montmartre, Vol. 2 (Steeple Chase).
- 1979: Chet Baker with Wolfgang Lackerschmid (Inakustik).
- 1988: My Favourite Songs, Vol. 2: Straight from the Heart (Enja).
- 1988: My Favourite Songs, Vols. 1-2: The Last Great Concert [live] (Enja).
- 1990: Silence POLYMARCHAR
- 2003: Chet Is Back! [Bonus Tracks] (Bluebird).

### Discografía completa
- 1952: Live at the Trade Winds.
- 1952: Bird & Chet - Inglewood Jam.
- 1952: The Gerry Mulligan Quartet (Fantasy).
- 1952: The Original Quartet w/ Chet Baker (Gerry Mulligan).
- 1953-1954: West Coast Live (con Stan Getz).
- 1953: Chet Baker & Strings.
- 1953: Witch Doctor (The Lighthouse All Stars).
- 1953: Chet Baker Quartet Featuring Russ Freeman.
- 1953: Chet Baker Sings.
- 1953: Ensemble.
- 1953-1954: This Time The Dream's On Me - Live Volume 1. Out of Nowhere - Live Volume 2 | My Old Flame - Live Volume 3.

- 1954: Boston, 1954.
- 1954: Sextet.
- 1954: Chet Baker Big Band.
- 1955: Chet Baker Sings and Plays.
- 1955: In Europe 1955 | My funny Valentine.
- 1955: Köln Concert.
- 1955: Chet Baker in Paris - Volumes 1, 2, 3, 4.
- 1956: At the Forum Theater | Cools out | Chet Baker & Crew.
- 1956: The route.
- 1956: Theme music from "The James Dean Story" (con Bud Shank).
- 1956: Picture of Heath | Playboys (con Art Pepper).
- 1956: Quartet: Russ Freeman and Chet Baker.
- 1957: Reunion (con Gerry Mulligan).
- 1957: Annie Ross sings a song with Mulligan (Annie Ross & Gerry Mulligan).
- 1957: Embraceable you.
- 1958: Stan meets Chet.
- 1958: In New York.
- 1958: Chet Baker sings "It Could Happen to You".
- 1958: Chet Baker introduces Johnny Pace.
- 1959: Chet.
- 1959: Jack Sheldon and his All Stars (Jack Sheldon).
- 1959: The best of Lerner and Loewe.
- 1959: Chet Baker in Milan.
- 1959: Chet Baker with Fifty Italian Strings.
- 1962: Chet is back! | The Italian Sessions | Somewhere over the rainbow.
- 1962: Hallucinations (con René Thomas Quintet).
- 1958-1962: Italian movies.
- 1964: Stella by Starlight.
- 1964: Brussels 1964.
- 1964: The most important jazz album of 1964/1965.
- 1964: Baby breeze.
- 1965: Baker's holiday.
- 1965: Groovin' | Comin' on |Cool burnin'| Smokin' | Boppin'.
- 1965-1966: A taste of tequila | Hats Off! | Double shot | In the mood.
- 1965: A sign of the times (Joe Pass).
- 1965-1966-1967: Michelle | California Dreamin' | Brazil, Brazil, Brazil | Is Paris burning? | Magical mystery (Bud Shank).
- 1966: Quietly there | Into my life.
- 1966: Live at Gaetano's.
- 1968: Albert's house.
- 1970: Blood, Chet & tears.
- 1974: Lee Konitz / Chet Baker / Keith Jarrett Quintet.
- 1974: In Concert (con Lee Konitz).
- 1974: She was too good to me.
- 1974: Carnegie Hall Concert (con Gerry Mulligan).
- 1975: Concierto (Jim Hall).
- 1976: Deep in a dream of you.
- 1977: Once upon a summertime.
- 1977: You can't go home again | The best thing for you.
- 1977: The incredible Chet Baker plays and sings.
- 1977: The girl from Ipanema (Astrud Gilberto).
- 1978: Sings, plays (live at the Keystone Korner)
- 1978: The Rising Sun Collection.
- 1978: Live in Chateauvallon, 1978.
- 1978: Live at Nick's.
- 1978: Oh You Crazy Moon - The Legacy Vol. 4..
- 1978: Broken Wing.
- 1978: Two A Day.
- 1979: Ballads for Two (con Wolfgang Lackerschmid).
- 1979: Flic ou Voyou (Movie Soundtrack).
- 1979: The Touch of Your Lips.
- 1979: Daybreak | This Is Always | Someday My Prince Will Come..
- 1979: Rendez-vous | All Blues (con Rachel Gould).
- 1979: No Problem.
- 1980: Just Friends (1979).
- 1979: Baker / Lackerschmid.
- 1979: Soft Journey (con Enrico Pieranunzi).
- 1980: Burnin' At Backstreet.
- 1980: Chet Baker / Steve Houben.
- 1980: Just Friends | In Your Own Sweet Way | Down.
- 1980: Leaving.
- 1980: At Le Dreher.
- 1980: Patrão (Ron Carter).
- 1980: Chet Baker & The Boto Brazilian Quartet.
- 1981: Live at Fat Tuesday's.
- 1981: I Remember You | My Funny Valentine | Round Midnight.
- 1981: Chet Baker in Paris 1981.
- 1981: Dream Drops (Michel Graillier).
- 1982: Out of Nowhere..
- 1982: Peace.
- 1982: But Not For Me.
- 1982: Gershwin Carmichael Cats (Roland Hanna).
- 1982: Studio Trieste (con Hubert Laws & Jim Hall).
- 1983: Line for Lyons (con Stan Getz).
- 1983: Baker/Catherine/Rassinfosse.
- 1983: Live in Sweden with Åke Johansson Trio.
- 1983: September Song | Star Eyes.
- 1983: Quintessence Vol 1 & 2 | The Stockholm Concert (con Stan Getz).
- 1983: Live at New Morning.
- 1983: Everything Happens To Me (Kirk Lightsey Trio).
- 1983: A Trumpet For The Sky Vol 1 | A Trumpet For The Sky Vol 2.
- 1983: At Capolinea.
- 1983: Punch The Clock (Elvis Costello).
- 1983: The Improviser.
- 1983-1985: Mr. B.
- 1984: Live at The Renaissance II.
- 1984: Blues for a Reason.
- 1984: Le Jumeau (Vladimir Cosma).
- 1985: Sleepless (Joe LoCascio).
- 1985: Misty | My Foolish Heart | Time After Time | Would You Believe?.
- 1985: I Remember You - The Legacy Vol2.
- 1985: There'll Never Be Another You (con Philip Catherine).
- 1985: In Bologna.
- 1985: Chet & Toots (Åke Johansson Trio & Toots Thielemans).
- 1985: Chet Baker sings again.
- 1985: Diane (con Paul Bley).
- 1985: Live from the Moonlight.
- 1985: Chet's choice.
- 1985: Strollin'.
- 1985: Candy.
- 1985: «Round midnight»: original motion picture soundtrack.
- 1985: Symphonically (con Mike Melillo).
- 1985: One for the Soul (Lizzy Mercier Descloux).
- 1985: Hazy Hugs (con The Amstel Octet).
- 1986: When Sunny gets blue.
- 1986: Silent nights.
- 1986: As time goes by | Cool Cat.
- 1986: Nightbird | Live at Ronnie Scott's.
- 1987: Rique Pantoja & Chet Baker.
- 1987: A night at the Shalimar Club.
- 1987: Welcome back (con Wolfgang Lackerschmid).
- 1987: Sings and plays from the film "Let's Get Lost".
- 1987: Chet Baker in Tokyo.
- 1987: Silence (Charlie Haden).
- 1987: The legacy (vol. 1).
- 1988: In memory of (con Archie Shepp).
- 1988: The heart of the ballad (con Enrico Pieranunzi).
- 1988: Funk in deep freeze.
- 1988: Little girl blue (con Space Jazz Trio).
- 1988: Live in Rosenheim (última grabación como cuarteto).
- 1988: My favourite songs: the last great concert (volume 1).
- 1988: Straight from the heart: the last great concert (volume 2).
- 1989: Chet on poetry

### Recopilaciones
- 1960-1975: Chet Baker Live in Paris 1960-1963, Live in Nice 1975
- 1952-1965: Deep in a Dream - The Ultimate Chet Baker Collection
- 1953-1955: Grey December
- 1953-1956: The Best of Chet Baker Sings
- 1953-1956: Newport Years Vol. 1
- 1953-1956: My Funny Valentine
- 1953-1957: Songs For Lovers
- 1953-1974: This Is Jazz
- 1954-1956: Young Chet
- 1955-1956: Chet Baker in Paris
- 1955-1965: Jazz 'Round Midnight
- 1955-1977: Verve Jazz Masters 32
- 1956-1978: Isn't It Romantic?
- 1962-1986: White Blues
- 1963-1976: Plays It Cool
- 1975-1987: My Funny Valentine (Seven Faces of Valentine).
- 1979-1993: Why Shouldn't You Cry (The Legacy Vol. 3).
- 1983-1987: Naima (Unusual Chet, Vol. 1).
- 1984: Sentimental walk in Paris
- 1986-1988: Heartbreak
- 1975-1988: Chet Baker in Italy

## Filmografía
- 1955: Hell's Horizon
- 1959: Audace colpo dei soliti ignoti
- 1960: Howlers in the Dock
- 1963: Ore rubate
- 1963: Tromba Fredda
- 1963: Le concerto de la peur
- 1964: L'enfer dans la peau
- 1964: Nudi per vivere
- 1988: Let's Get Lost